# Alejo Vidal-Quadras Roca
Alejo Vidal-Quadras Roca (Barcellona, 20 maggio 1945) è un fisico e politico spagnolo, Vicepresidente del Parlamento europeo dal 1999 al 2014.  È stato presidente del Partito Popolare della Catalogna dal 1991 al 1996, e primo presidente di Vox.

## Biografia
Discendente da diverse famiglie dell'alta borghesia barcellonese, annovera tra i suoi parenti il pittore José María Vidal-Quadras, membro del Circolo Artistico di San Lucas.
Laureato in Scienze Fisiche presso l'Università di Barcellona nel 1969, ha ottenuto il premio straordinario di dottorato presso l'Università Autonoma di Barcellona nel 1975. Nel 1983 ha ricevuto il Premio per l'Energia Nucleare dal Nuclear Energy Board.
Nel 1988 è stato nominato professore di Fisica Atomica e Nucleare presso l'Università Autonoma di Barcellona, essendo membro del Consiglio di Monitoraggio della Sicurezza Nucleare e della Protezione Radiologica della Catalogna (1984 - 1992) e direttore del Servizio di Fisica delle Radiazioni dell'UAB (1984 - 1992). Ha svolto anche attività di ricerca e insegnamento presso il Centro di ricerca nucleare di Strasburgo, presso l'University College di Dublino e presso la scuola La Inmaculada de los Maristas di Barcellona. 
Nel 1988 diviene deputato della Catalogna per Alianza Popular.
È stato presidente del Partito Popolare della Catalogna dal dicembre 1991 al settembre 1996, anno in cui fu destituito dalla carica dalla direzione nazionale del partito, dopo il Patto Maestoso con la CiU. Nel 1996 diviene senatore alle Cortes Generales. 
Eletto europarlamentare nel 1999 con il Partito Popolare, è eletto un mese dopo Vice presidente del Parlamento europeo e lo resta fino al 2014. Dal 2004 al 2007 è vicepresidente vicario.
È stato uno dei fondatori di Vox  di cui è stato presidente temporaneo dal gennaio al settembre 2014.

## L'attentato
Vicino all'organizzazione di esiliati iraniani Consiglio Nazionale della Resistenza Iraniana, il 9 novembre 2023, intorno alle 13:30, è stato vittima di un attentato, colpito al volto con un proiettile di pistola nel quartiere Salamanca di Madrid, in via Núñez de Balboa. Il 24 novembre tre presunti terroristi sono stati arrestati in Spagna, e un quarto a gennaio 2024 in Colombia.